# Bowen River (Tasmansee)
Der Bowen River ist ein Fluss im Südwesten der Südinsel Neuseelands und Teil der Darran Mountains im Fiordland-Nationalpark. Er entspringt westlich des 2225 m hohen Mount Grave und führt unter anderem Teile des Schmelzwassers des Grave-Gletschers ab. Neun Kilometer flussabwärts in Richtung Süden liegen die 161 m hohen Bowen Falls, die nahe dem Kopfende in den Milford Sound/Piopiotahi münden. Der Fluss ist benannt nach George Ferguson Bowen und seiner Frau, die 1871 in dem Gebiet unterwegs waren.